# Bessie
Pour les articles homonymes, voir Bessie (homonymie).

Bessie est un téléfilm américain réalisé par Dee Rees, diffusé pour la première fois en 2015.
Il relate l'ascension de la chanteuse de blues Bessie Smith, de ses débuts au statut d'« Impératrice du blues ». 

## Synopsis
Bessie Smith est une jeune chanteuse de Chattanooga, dans le Tennessee. À la mort de leurs parents, William et Laura, elle et ses frères et sœurs deviennent orphelins. Leur sœur aînée, Viola, va les élever. Viola est sévère avec eux et l'enfance de Bessie est malheureuse. Elle et son frère Clarence cherchent à travailler pour des spectacles de vaudeville locaux. Ses ambitions scéniques sont frustrées par les producteurs qui ne veulent pas en vedette des femmes noires à la peau foncée dans leurs spectacles. Bessie se faufile dans le train de l'interprète Ma Rainey et lui demande de se joindre à son spectacle. Ma Rainey prend Bessie sous son aile et l'aide à développer ses capacités jusqu'à ce que la popularité de Bessie provoque la séparation des deux femmes. Bessie laisse aussi Clarence pour lancer sa propre carrière.
En plus de son amante Lucille, Bessie commence une relation tumultueuse avec Jack Gee, un garde de sécurité qui deviendra plus tard son mari et manager. Après un rejet humiliant de la maison de disque Black Swan Records, Jack parvient à obtenir un contrat d'enregistrement avec Columbia Records pour Bessie. Elle connaît alors un immense succès, mais sa carrière subit un ralentissement avec la Grande Dépression.

## Fiche technique
- Titre : Bessie
- Réalisation : Dee Rees
- Production : HBO
- Photographie : Jeff Jur
- Musique : Rachel Portman
- Montage : Brian A. Kates
- Pays de production : États-Unis
- Format : couleurs
- Genre : biographie, musical
- Durée : 132 minutes
- Date de sortie : 16 mai 2015

## Distribution
- Queen Latifah (VF : Marie-Christine Darah) : Bessie Smith
- Mo'Nique (VF : Cathy Amazo) : Ma Rainey
- Michael K. Williams (VF : Jean-Paul Pitolin) : Jack Gee, mari de Bessie
- Tory Kittles (VF : Anatole de Bodinat) : Clarence Smith, frère aîné de Bessie
- Bryan Greenberg (VF : Laurent Morteau) : John Hammond, producteur de disques et critique
- Tika Sumpter (VF : Fily Keita) : Lucille (personnage fictif)
- Khandi Alexander (VF : Annie Milon) : Viola, sœur aînée de Bessie
- Mike Epps (VF : Mohad Sanou): Richard, amant de Bessie
- Joe Knezevich (VF : Charles Borg) : Frank Walker
- Oliver Platt (VF : Denis Boileau) : Carl Van Vechten, photographe
- (VF : Jean-Baptiste Anoumon) : James
- Charles S. Dutton (VF : Ériq Ebouaney) : William "Pa" Rainey
- Todd Allen Durkin (VF : Christophe Peyroux) : propriétaire d'un Club
- Sylvester Ambrose James II (VF : Léa Gabrielle) : Jack Gee junior

## Réception
Il a été relativement bien accueilli par la critique en France.